# Bokkeum

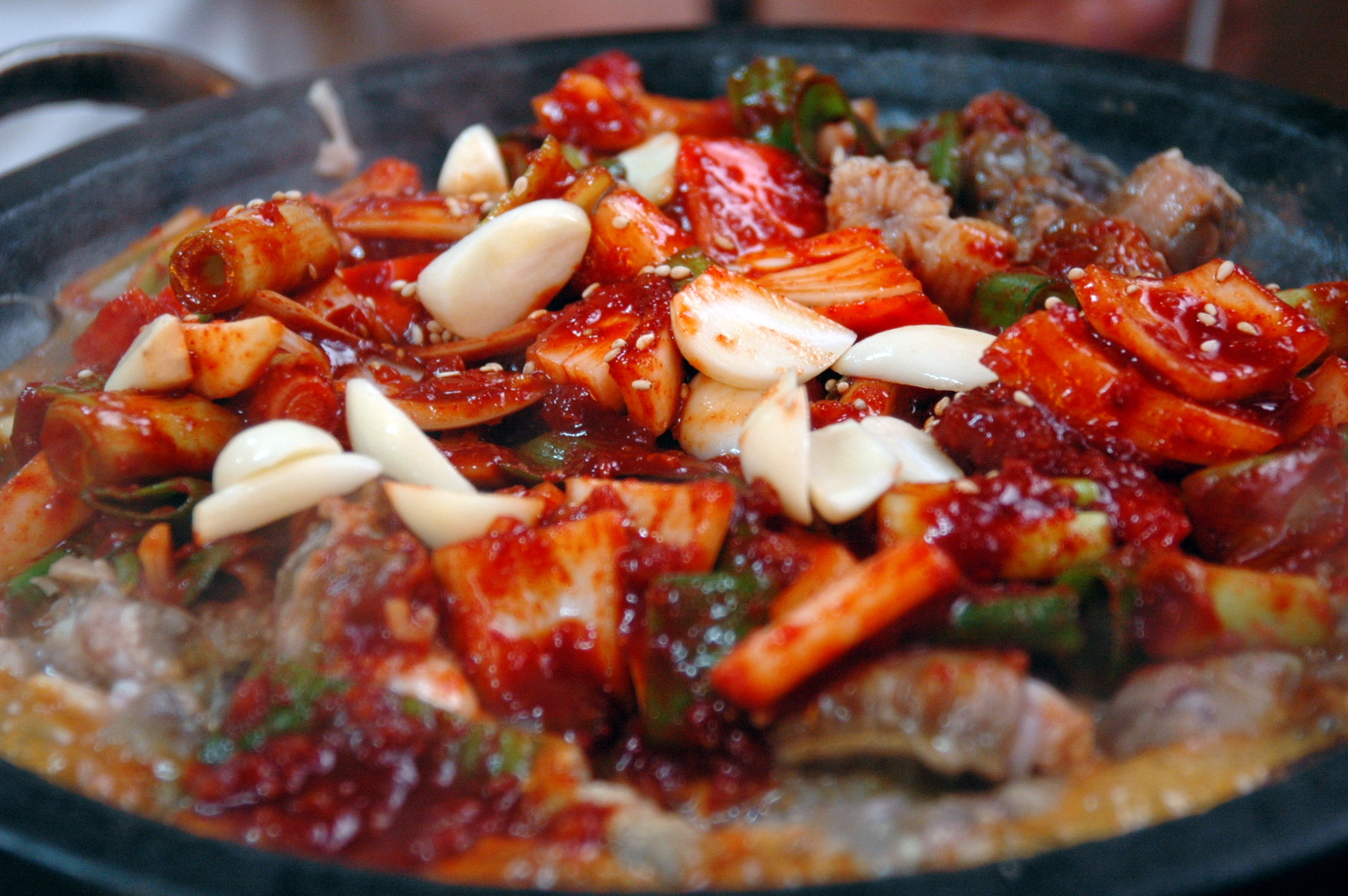
Kkomjangeo bokkeum (꼼장어 볶음), myxine sautée, appelé kkomjangeo (꼼장어) ou meokjango (먹장어) en coréen (Eptatretus burgeri).

Le bokkeum (hangul : 볶음) est un ensemble de plats coréens sautés en sauce. C'est un sous-ensemble des banchan, les plats d'accompagnement de la cuisine coréenne traditionnelle.

## Principaux genres

### Humides

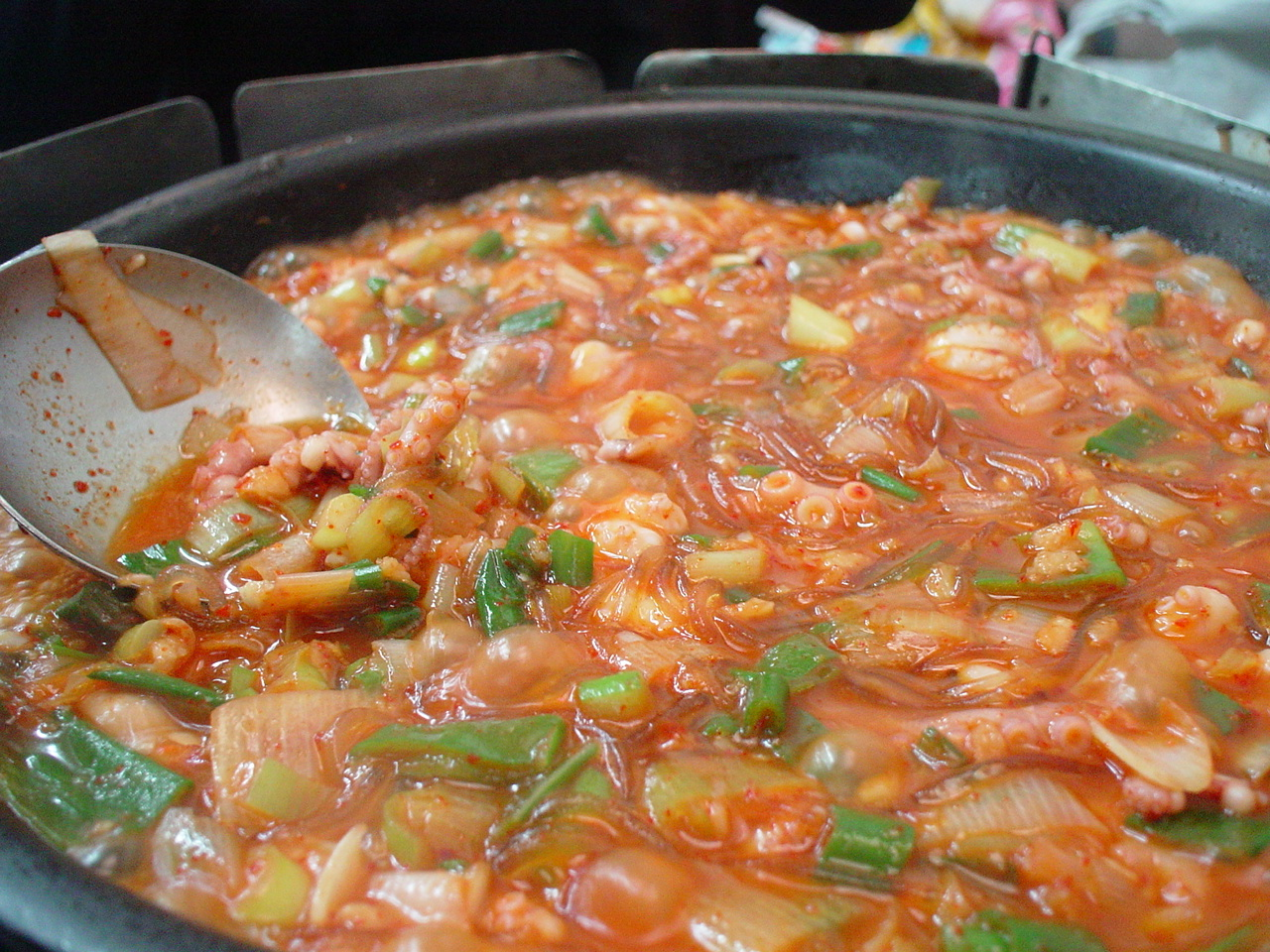
Nakji bokkeum.

- Gari bokkeum (가리볶음), à base de coquille Saint-Jacques
- Gan bokkeum (간볶음), à base de foie de bœuf ou de porc
- Nakji bokkeum (낙지볶음), à base de petites pieuvres
- Ojingeo bokkeum (오징어볶음), à base de calamar
- Songi bokkeum (송이볶음), à base de matsutake
- Ueong bokkeum (우엉볶음), à base de grande bardane
- Jeyuk bokkeum (제육볶음), un plat de porc pimenté et épicé

### Secs
- Myeongtae bokkeum (명태볶음), à base de colin d'Alaska
- Jaban bokkeum (자반볶음), à base de maquereau salé
- Gochujang bokkeum (고추장볶음), à base de viande et de gochujang
- Goguma julgi bokkeum (고구마줄기볶음), à base de feuilles de patate douce
- Kkomjangeo bokkeum (꼼장어볶음), à base de myxine
- Myeolchi bokkeum (멸치볶음), à base de petits anchois
- Saeu bokkeum (새우볶음), à base de crevettes
- Jogaesal bokkeum (조갯살볶음), à base de palourde fraiche
- Ojingeochae bokkeum (오징어채볶음), à base de lambeaux de calamar séché
- Jwichichae bokkeum (쥐치채볶음), à base de lambeaux de Stephanolepis cirrhifer séchés